# Hatsuyume
Hatsuyume (初夢) est le mot japonais pour le premier rêve de la nouvelle année.

## Description
Traditionnellement, le contenu de ce premier rêve prédit la chance du rêveur dans l'année qui suit. Au Japon, la nuit du 31 décembre se passe souvent sans dormir, donc le hatsuyume est souvent le rêve vu la nuit du 1er janvier. Ceci explique pourquoi le 2 janvier (jour après la nuit du « premier rêve ») est appelé « hatsuyume » dans le calendrier japonais traditionnel.

## Ichi-Fuji, ni-taka, san-nasubi
Il est considéré comme étant de particulièrement bon augure de rêver du mont Fuji, d'un faucon et d'une aubergine. Cette croyance est installée depuis le début de l'époque d'Edo mais il existe plusieurs théories sur les origines pour lesquelles cette combinaison particulière est considérée comme de bon augure. L'une suggère que cette combinaison est chanceuse parce que le mont Fuji est la plus haute montagne du Japon, le faucon est un oiseau intelligent et fort et le mot pour l'aubergine (茄子, nasu/nasubi) suggère la réalisation de quelque chose de grand (成す, nasu). Une autre théorie suggère que cette combinaison est apparue parce que le mont Fuji, la fauconnerie et les premières aubergines étaient appréciés du shogun Tokugawa Ieyasu.
Quoi que cette superstition est bien connue au Japon, souvent mémorisée dans la forme Ichi-Fuji, ni-taka, san-nasubi (一富士、二鷹、三茄子, 1. Fuji. 2. Faucon. 3. Aubergine), la suite de la liste n'est pas aussi bien connue. Elle se continue ainsi : Yon-sen, go-tabako, roku-zatō (四扇、五煙草、六座頭, 4. Éventail. 5. Tabac. 6. Acuponcteur aveugle). Les origines de ces trois derniers éléments sont moins bien connues et il est difficile de savoir s'ils ont été ajoutés après les trois d'origine ou si l'énumération des six date de la même époque.